# Parikshitgarh
Parikshitgarh é uma cidade e uma nagar panchayat no distrito de Meerut, no estado indiano de Uttar Pradesh.

## Demografia
Segundo o censo de 2001, Parikshitgarh tinha uma população de 17,399 habitantes. Os indivíduos do sexo masculino constituem 52% da população e os do sexo feminino 48%. Parikshitgarh tem uma taxa de literacia de 59%, inferior à média nacional de 59.5%: a literacia no sexo masculino é de 68% e no sexo feminino é de 49%. Em Parikshitgarh, 17% da população está abaixo dos 6 anos de idade.